# 록맨 대시: 강철의 모험심
《록맨 대시: 강철의 모험심》(ロックマンDASH 鋼の冒険心)은 캡콤이 발매한 액션 어드벤처 슈팅 게임이다. 《록맨》의 하위 시리즈 《록맨 대시》 첫 번째 작품으로 프랜차이즈 사상 3D 기술을 활용했다. 플레이스테이션 플랫폼으로 1997년 일본에서 처음 발매됐고, 북미와 유럽 지역에선 1998년에 《메가맨 레전즈》(Mega Man Legends)라는 제목으로 출시됐다.
주인공 록 볼넛은 캐스켓 가족과 함께 고대 유적에서 자원을 발굴하는 '디가우터(Digouter)'의 일원으로 추락사고로 우연히 케틀옥스 섬에 도착하게 된다. 섬 곳곳에 숨겨진 유적지에서 맞닥뜨린 경비로봇 리버드와 숨겨진 보물에 대한 소문을 듣고 침략해온 해적들과 맞서면서 록 일행은 케틀옥스에 얽힌 비밀을 하나씩 밝혀내게 된다.
록맨 대시는 이나후네 케이지가 추진한 기획으로 당시 캡콤 사의 사원들과 같이 가장 야심차게 진행했던 게임이라고 회상했다. 이 게임은 발매 후 2D에 머물렀던 시리즈를 성공적으로 3D 환경으로 옮긴 점으로 높은 평가를 받았다. 첫출시 이후 인기에 힘입어 닌텐도 64, 윈도우와 플레이스테이션 포터블로 이식됐고, 프리퀄 《트론과 꼬붕》과 후속작 《록맨 대시 2: 위대한 유산》이 발매됐다.

## 게임 플레이
《록맨 대시》는 록맨 시리즈 사상 최초로 3차원 그래픽을 이용하는 게임이다. 플랫포밍을 이용한 게임진행이 중심이었던 이전의 록맨 게임들과는 달리, 록맨 대시는 동시대 《젤다의 전설: 시간의 오카리나》과 같은 부류의 게임들에 영향을 받은 3D 액션 어드벤처 게임이다. 플레이어 캐릭터 록 볼넛은 화살표 버튼으로 지상에서 움직일 수 있고, 듀얼쇼크의 어깨 버튼을 이용해 카메라를 360° 회전을 시키거나 가까이에 있는 적을 향해 무기를 겨냥할 수 있다. 플레이어가 가진 무기 및 무장을 이용해 미지의 스테이지를 돌파하고 적들을 격파하는 것이 게임의 주된 목표이다. 게임의 대부분은 케틀옥스 섬에 숨겨진 던전이나 NPC들이 거주하는 마을 내에서 진행되기 때문에 록맨 대시의 이야기는 대게 컷신으로 전달된다. 일행의 로봇 데이터와 이야기하는 것을 통해 게임의 진행상황을 보거나 저장할 수 있다.
최초에는 발로 직접 걸어서 오픈월드 내를 여행해야하지만, 나중에 가면 롤 캐스캣이 모는 정비차나 이동속도를 증강시키는 제트 스케이트를 통해 편리하게 다른 지역으로 이동할 수 있다. 록맨 대시 세계에선 디플렉터라 불리는 보석이 주 자원인데, 적들을 쓰러뜨리면 작은 디플렉터 조각들을 획득할 수 있고, 이는 록맨 대시의 화폐 '제니'로 활용된다. 제니는 던전 밖 마을에서 NPC들과 교류를 할 때 필요한데, 상점에서 제니를 지불해 던전 안에서 체력과 무기에너지를 한 번 회복시켜주는 일회물품이나, 록 볼넛이 장착할 수 있는 무장과 무기들을 구매할 수 있다. 또한 제니가 충분한 경우 보조체력을 담당하는 물통이나 록을 일시적으로 지켜주는 라이프 쉴드를 영구적으로 구입이 가능하다.
그 외에 롤과 대화해서 기본무기 버스터 건을 강화하는 버스터 파츠를 제작하고 장착할 수 있다. 버스터 건의 성능을 결정하는 변수는 총 네 가지로, ATK (공격력), RPD (공격속도), RNG (공격범위), ENG (최대 발사 한도)가 있다. 버스터 파츠들을 다양하게 조합해서 장착하는 것으로 플레이어 캐릭터를 성장시킬 수 있다. 또한 별도로 획득할 수 있는 특수무기를 롤에게 받아 한 번에 하나씩만 장착할 수 있어서, 던전탐험과 전투에 이용할 수 있다. 특수무기의 성능 또한 다섯 가지 변수들(공격력, 공격속도, 공격범위, 에너지 한도, 스페셜)을 통해 결정되는데, 이들 모두 롤에게 제니를 지불해서 업그레이드할 수 있다. 던전과 마을에 흩어진 물품들을 수집해 롤 캐스캣에게 가져다주는 것으로도 버스터 파츠나 특수무기를 획득할 수 있다.
케틀옥스 섬의 수수께끼의 유적들을 탐험하는 것 외에 게임 중에 방문하는 지상의 마을에서 주민들과 이야기를 나눠 정보를 얻거나, 때에 따라선 그들의 부탁을 수락해 보조임무를 맡을 수도 있다. 특정 시간대에 마을에 긴급한 상황이 발생하는 경우가 있는데, 이 때 마을의 시장이나 경찰서장에게 이야기해서 해결해줄 수도 있다. 마을 사람들을 돕고 선행을 하면 록의 갑옷색이 밝아지면서 상점에서 할인을 받을 수 있지만, 주민들에게 무례하게 대하거나 비도덕적인 범죄를 저지르면 갑옷색이 어두워지고 대사가 부정적으로 바뀐다.

## 줄거리

### 배경 및 등장인물
《록맨 대시》 시리즈는 지상 대부분이 물에 잠긴 지구가 배경이다. 얼마 남지 않은 육지에서 대두한 극심한 자원난을 극복할 유일한 방법은 전세계 곳곳에서 천연에너지원 디플렉터를 발굴하는 것이다. 모든 분야에서 활용할 수 있는 디플렉터는 게임 내에서 귀중히 여겨서 화폐로 사용되며, 이를 채취하기 위한 전문적인 집단 '디가우터'가 전지에서 결성됐다. 그러나 디가우터들의 궁극적인 목표는 '위대한 유산'이라 알려진, 에너지원을 단박에 해결한다고 전해지는 유물을 찾는 것이다. 주인공은 그런 디가우터들 중 하나인 록 볼넛으로, 플러터 호에 승선해 각지의 유적들을 찾아돌아다니는 것을 일상으로 삼고 있다. 그와 같이 다니는 동료들로는 실종된 부모를 찾아 여행하는 롤 캐스캣, 그녀의 할아버지 배럴 교수, 그리고 록만이 알아들을 수 있는 언어를 입에 담고 사는 원숭이 모양 로봇 데이터가 있다. 한편 침략을 일삼는 해적 본 일당은 록 일행의 모험을 방해하는 주적으로, 작전을 지휘하는 두목 티젤 본, 기술을 담당하는 트론 본, 옹알거림만 할 줄 아는 막내 본 본, 그리고 세형제를 보좌하는 레고 모양 로봇 꼬붕들로 구성됐다.

### 내용
처음에 도입부에서 들어간 유적에서 디플렉터를 수집한 록 볼넛이 함정을 피해 탈출하는 것으로 게임이 시작된다. 그를 못 나가게 하는 리버드를 처치한 록은 밖에서 기다리던 비행선 플러터 호를 타고 빠져나오는 데에 성공한다. 그러나 무리하게 운용한 탓에 얼마 간에 플러터 호가 고장을 일으키기 시작했고, 결국 근처에 있던 섬 케틀옥스에 불시착하고 만다. 비행수단이 고장난 탓에 섬에서 눌러살아야할 처지에 놓인 록은 수리에 필요한 부품을 얻기 위해 케틀옥스 주민들을 만나던 도중, 섬에 잠든 보물의 소문을 듣고 도시를 습격하는 본 일당을 만나게된다. 록이 기지를 발휘해 본 일당을 하나하나씩 무찌르고 도시에서 쫓아내버리자, 케틀옥스 시장 아멜리아가 감사를 표하곤 섬에 내려오는 전설에 대해 이야기한다. 섬 어딘가에 숨겨진 보물을 누군가가 찾기라도 한다면 재앙이 닥칠 것을 염려한 아멜리아 시장은 록에게 본 일당을 저지하고 유적을 대신 조사해달라는 부탁을 받는다. 시장의 부탁을 승낙한 록은 계속되는 본 일당의 방해를 무릅쓰고 섬 곳곳의 유적들을 탐사했고, 덕분에 얻게 된 디플렉터로 플러터 호를 고쳐 운용할 수 있게 된다. 비행선을 이용해 절벽 위의 한 외딴 동굴에 도착한 록은 메인 게이트 입구에 다다르면서 섬의 리버드들에 대한 진상에 가까워지고 있음을 느낀다. 메인 게이트 속으로 들어가기 전 록은 마지막으로 절치부심한 본 일당과 상대해 승리를 거두고, 두목 티젤 본은 그에게 섬을 양보하겠다는 약속을 하고 떠나지만 이내 록이 한눈 파는 동안 보물을 가로챌 뒷궁리를 부하들에게 밝힌다.
메인 게이트에 들어선 록 볼넛은 그곳에 잠들어있던 정체불명의 인물 록맨 주노를 본의 아니게 깨우게 된다. 자신을 에덴의 3등 시정관이라 소개한 그는 록을 알아보곤 '록맨 트리거'라고 그를 지칭하며 기억상실을 앓고 있다고 진단한다. 록맨 주노는 이내 지상 위의 사람들을 가리켜 '데코이'라고 부르면서, 통제 밖의 수치만큼 불어났기 때문에 초기화를 할 필요가 있다면서 섬 주민들을 모두 제거할 프로그램을 실행한다. 록은 그를 막으려하다 주노의 함정에 붙잡히지만, 뒤에서 몰래 지켜보던 티젤 본와 트론 본의 도움으로 위기에서 벗어나 다시 주노를 저지하러 간다. 목숨을 건 혈투 끝에 록은 주노를 쓰러뜨리지만, 주노는 지구 밖의 인공위성 에덴에 자신의 백업을 전송했기 때문에 이미 실행된 프로그램을 멈출 수 없게 된다. 그때 록의 원숭이 로봇 데이터가 난입해 시스템에 재명령을 보내 섬 초기화를 중단하고 주노의 백업을 삭제한다. 데이터는 이내 자신의 정체를 밝히는데, 그는 록이 록맨 트리거였을 시절의 메모리를 저장한 기억장치이며 에덴이 록의 메모리에 접촉하는 것을 방지하기 위해 록 스스로가 만든 것이라고 설명한다. 그러면서 데이터는 앞으로 록맨 트리거의 과거에 대해 더 말할 것이라고 약속한다. 많은 의문이 남은채 메인 게이트에서 나온 록 볼넛은, 그를 영웅으로 추켜세우는 케틀옥스 주민들의 환호와 함께 플러터 호를 타고 일행과 새로운 모험을 떠난다. 한편 스태프롤 후 영상에선 본 일당의 후일담이 있는데, 록이 주노와 싸우는 사이 메인 게이트의 대형 디플렉터를 노획해 일확천금의 꿈을 이루고 섬을 유유히 떠났음이 드러난다.

## 개발

록맨 대시의 개발진. 왼쪽부터 시계 방향으로 이토 카즈키, 키지마 미키, 이나후네 케이지, 카와노 요시노리, 이주인 마사루, 카와카미 토모유키, 이시하라 유지.

《록맨 대시》는 기존 시리즈의 틀에서 탈피하기 위해 당대 화제였던 3D 폴리곤 환경으로 옮겨 제작했다. 당시 록맨 시리즈 제작에 꾸준히 참가했던 이나후네 케이지가 추진한 기획으로, 《브레스 오브 파이어》 제작자 카와노 요시노리와 더불어 캡콤의 베테랑 개발자들이 모여 개발진을 구성했지만, 바이오하자드에 관여했던 이시하라 유지를 제외하면 전부 3D 그래픽에 대한 경험이 없었기 때문에 제작에 난관이 많았다.
록맨 대시는 시리즈 안에서 전례없는 여러 가지 시도를 시도했는데, 그 중 대표적인 하나는 RPG 게임 체계를 부분적으로 도입한 것이다. 화폐의 개념이 없던 전 록맨 게임들과는 달리 록맨 대시는 적들을 사냥해 얻은 돈으로 상점에 지불해 아이템을 구입하고 장비를 개량할 수 있으며, 특정 구간에서 어려움을 겪는 초보자들도 스스로 강화해 게임을 진행할 수 있게끔 배려했다. 또한 일본 애니메이션에 영향을 받아 아니메에서 튀어나온 듯한 작풍을 지향했으며, 때문에 현실적인 모습을 지향했던 동시대 게임들과는 차별되는 서정적인 분위기를 지닌 그래픽을 구축했다.
게임 개발 과정 중에 록맨 대시는 많은 변화를 거쳤는데 이는 《바이오하자드》 일본 감독판에 포함된 데모 디스크에서 확인할 수 있다. 이 버전에선 록 볼넛의 모습이 지금보다 어렸고, 마을 내의 재래시장의 구조가 달랐다. 또한 기획에 있었던 많은 요소들이 최종판엔 온전히 들어가지 못했는데, 원래는 록과 삼각관계에 있는 라이벌, 바다 밑의 수중 도시 등이 게임 내에 예정돼있었으나, 하드웨어의 한계와 개발 기간 부족 등의 이유로 간략화되거나 삭제됐다.
2007년 도쿄 게임 쇼 인터뷰에서 기획자 이나후네 케이지는 이 게임을 본인 경력에서 가장 재밌게 참가했던 게임으로 꼽았으며, 발매 당시에는 판매실적이 미지근했지만 오늘날의 기술로 다시 개발한다면 전세게적으로 높은 판매고를 올릴 수 있다고 자신했다.

### 음악
록맨 대시의 음악은 과거 《록맨 X》와 《록맨 7: 숙명의 대결!》에 기여한 토모자와 마코토가 담당했다. 사운드 디자이너였던 카지노 토시오와 카와카미 토모유키는 애니메이션에 맞춰 음악을 넣는데 큰 고생을 겪었다고 후에 토로했다. 1998년 2월 21일에 해당 게임의 수록곡 40개를 포함한 공식 음반 "록맨 대시 오리지널 사운드트랙"이 발매됐다. 토모자와는 해당 음반에 대해 용량상의 문제로 몇몇 곡이 빠졌다고 기록했다.
일본판 내에 수록된 팝송 'Another Sun'과 엔딩곡 '당신의 바람이 불테니까 (あなたの風が吹くから)'는 인디 록 보컬리스트 모리시타 레이카가 불렀고, 작사는 후미 토마리, 작곡은 후쿠다 타로가 맡았다. 2012년에는 같은 가수가 부른 어레인지 싱글음반이 디지털 상점으로 발매됐다.
| #            | 제목                                                                                            | 재생 시간 |
| ------------ | ----------------------------------------------------------------------------------------------- | --------- |
| 1.           | 〈Another Sun〉                                                                                 | 4:54      |
| 2.           | 〈최후의 문 / 最後の扉〉                                                                        | 0:21      |
| 3.           | 〈디플렉터의 함정 / ディフレクターの罠〉                                                        | 0:21      |
| 4.           | 〈탑으로부터의 탈출 /塔からの脱出〉                                                             | 2:17      |
| 5.           | 〈한무루 돌 등장! / ハンムルドール登場!〉                                                       | 1:28      |
| 6.           | 〈케틀옥스 섬으로 / カトルオックス島へ〉                                                        | 0:58      |
| 7.           | 〈애플 마켓 / アップルマーケット〉                                                              | 1:02      |
| 8.           | 〈하프시코드 협주곡 올림 라단조 / ハープシコードのためのコンチェルト嬰ニ短調 (CD屋より)〉       | 4:40      |
| 9.           | 〈사랑의 예감? / 恋の予感?〉                                                                    | 1:39      |
| 10.          | 〈블룸베어를 뒤쫓아! / ブルムベアを追いかけろ!〉                                                | 1:56      |
| 11.          | 〈우리는 본 삼형제 / 俺たちボーン三兄弟〉                                                       | 2:13      |
| 12.          | 〈페르디난드 / フェルディナント!〉                                                              | 1:04      |
| 13.          | 〈슈미틀린의 본 본 / シュメッターリンクのボン・ボーン〉                                         | 1:32      |
| 14.          | 〈게젤샤프트의 티젤 본 / ゲゼルシャフト号のティーゼル・ボーン〉                                 | 0:52      |
| 15.          | 〈마울울프! / マオルボルフ!〉                                                                   | 1:04      |
| 16.          | 〈우수에 빠진 티젤 본 / 憂愁のティーゼル・ボーン〉                                              | 2:16      |
| 17.          | 〈반성실 (反省堂)〉                                                                             | 1:29      |
| 18.          | 〈카든 숲의 서브게이트 / カードンの森のサブゲート〉                                             | 2:02      |
| 19.          | 〈레이크사이드 타운 / レイクサイドタウン〉                                                      | 0:54      |
| 20.          | 〈복수에 불타는 본 가 / 復讐に燃えるボーン一家〉                                                | 1:15      |
| 21.          | 〈발콘 게렛! / バルコン・ゲレード!〉                                                            | 1:09      |
| 22.          | 〈전복한 발콘 게렛 / 閉じこめられたバルコン・ゲレード〉                                         | 1:34      |
| 23.          | 〈준 호수의 서브게이트 / ジュウイン湖のサブゲート〉                                             | 1:47      |
| 24.          | 〈가루도리텐! / ガルドリテン!)〉                                                                | 2:18      |
| 25.          | 〈플러터 호 / フラッター号〉                                                                    | 1:05      |
| 26.          | 〈클로저 숲의 서브게이트 / クローサーの森のサブゲート〉                                         | 1:27      |
| 27.          | 〈카루무나 배시! / カルムナバッシュ!〉                                                          | 1:32      |
| 28.          | 〈플러터 호 VS 게젤샤프트 호 / フラッター号VSゲゼルシャフト号〉                                 | 3:57      |
| 29.          | 〈게젤샤프트 호! / ゲゼルシャフト号!〉                                                          | 1:46      |
| 30.          | 〈포크 울프! / フォッケウルフ!〉                                                                | 1:24      |
| 31.          | 〈메인 게이트 / メインゲート〉                                                                  | 0:53      |
| 32.          | 〈테오도르 브루노!! / テオドールブルーノ!!〉                                                    | 1:46      |
| 33.          | 〈개심 / 改心〉                                                                                 | 1:05      |
| 34.          | 〈프레젠트 (쇼팽의 '녹턴') / プレゼント(F.ショパン「ノクターン」から)〉                         | 1:00      |
| 35.          | 〈아무도 모르는 장소에서 / 誰も知らない場所で〉                                                 | 1:15      |
| 36.          | 〈오리지널 히토 유닛 거주지 / オリジナル・ヒト・ユニット居住区〉                                | 0:43      |
| 37.          | 〈가이니 토렌! / ガイニー・トーレン!〉                                                          | 1:26      |
| 38.          | 〈주노 최후전투체형 (바흐의 '푸가 G 단조') / ジュノ・最終戦闘体型(J.S.バッハ「小フーガ」から)〉 | 3:01      |
| 39.          | 〈또 만나요 / またね〉                                                                          | 1:26      |
| 40.          | 〈당신의 바람이 불테니까 / あなたの風が吹くから〉                                               | 5:13      |
| 총 재생 시간 | 총 재생 시간                                                                                    | 70:04     |

### 발매
《록맨 대시》는 일본에서 1997년 12월 18일에 처음 발매됐고, 1998년에 북미와 유럽 지역에서 출시됐다. 서양 지역에서는 처음엔 '메가맨 네오(Mega Man Neo)'라는 제목으로 발매하려다 '메가맨 노바(Mega Man Nova)'로 바꿨고, 최종적으론 현재의 메가맨 레전즈가 됐다. 영문판에는 내용 중 몇 가지가 수정돼 발매됐다. 원래 트론 본을 쫓는 개를 처리할 때 말로 달래거나 발로 차버릴 수 있었지만, 영문판에선 폭력을 쓸 수 없고 오로지 말로써 설득하는 선택지만 남았다.
2000년에는 닌텐도 64로 이식판이 출시됐고, 2001년 북미 지역에선 "메가맨 64"라는 이름으로 출시됐다. 2005년에는 플레이스테이션 포터블 이식판이 일본에서만 출시됐다.

## 반응
발매 당시 《록맨 대시》는 비디오 게임 언론으로부터호의적인 평가를 받았으나, 윈도우 및 닌텐도 64 판에 대해선 부정적이었다. 게임랙킹즈에선 플레이스테이션 판은 73.73%, PC 판은 33.67%, 닌텐도 64 판은 63.94%의 점수를 받았다. 메타크리틱에서 닌텐도 64 판은 6개의 평가 평균으로 총 100점 중 59점을 받았다.
당시 언론에선 2D 플랫폼 액션 위주였던 기존 시리즈에서 탈피해 3D 액션 어드벤처로 방향을 돌린 점에 대해선 좋은 시도라고 칭찬을 했으나, 주로 당대의 다른 3D 비디오 게임에 비교하면서 평가절하했다. 그러나 게임플레이에 있어서 급진적인 변화를 겪었음에도 기존 록맨 시리즈의 요소들을 그대로 갖춘 점엔 주목했다. 게임 인포머는 록 볼넛의 다양한 특수 무기를 사용하는 것이 재밌다면서 "록맨 시리즈 팬들을 위한 슈팅 활극이 기다리고 있다"고 말을 남겼다. 또한 기존 시리즈보다 훨씬 더 많고 볼거리가 많은 줄거리도 게임프로와 게임 인포머에서 호평을 내렸다. 게임프로는 《록맨 대시》의 이야기를 보고 시리즈를 통틀어 최고의 등장인물을 선보였다고 평했다. 보스전에 집중된 게임의 난이도에 대해선 일부 반발이 있었으나, 닌텐도 64 판에 추가된 연습 모드는 호평이었다.
닌텐도 64 판은 대게 부정적인 반응을 얻었다. 패미통에선 3년 전에 발매된 플레이스테이션 판에서 나아진 점이 없다고 꼬집었다. IGN은 "캡콤이 닌텐도 64를 보유한 게이머를 위한 추가점 없이 게임을 가져왔다"고 첨언했다. 게임스팟에선 플레이스테이션 판으로부터 이식하면서 배경음악 및 음성의 질이 상당히 하락하고 그래픽은 이제 낡아보인다고 비평했다. PC 판에 대한 평가는 더욱 부정적이었다. 게임스팟은 10점 만점에 3.6점을 주며 "나쁨" 평가를 내리고 대신 플레이스테이션 판을 플레이하라는 말도 남겼다. 닌텐도 64 판과 마찬가지로 추가된 점이 전혀 없다는 것을 강조했고, 한 인물이 대화를 끝나기 전에 다른 사람이 말을 시작하는 버그도 있다고 지적했다.
1998년 12월 캡콤의 한 관계자는 《록맨 대시》에 대한 매우 열정적인 반응 덕에 《트론과 꼬붕》을 제작하게 됐다고 발언했다. 2007년에 발행된 록맨 시리즈에 대한 1UP.com의 회상 기사에서 제레미 패리시(Jeremy Parish)는 《록맨 대시: 강철의 모험심》를 조명하면서 독창적인 배경설정과 줄거리, 개성있는 보스전과 영어판 음성 연기를 칭찬했다. 게임스레이다의 브렛 엘스턴도 비슷한 의견이었다. 그는 《록맨 대시》를 "모든 것에 변화를 가져온 작품"이라 칭하면서 이 게임이 가져온 3D 혁명이 "요즈음엔 인지되고 있지 않는 듯 하다"라고 말을 맺었다. 반면 스크류어택에선 《록맨 대시》를 '2D에서 3D로 가다 망한 최악의 게임' 특집 기사에 4위로 넣으며 게임의 조작, 카메라와 주인공 배우의 연기를 비판했다. 올게임에선 《록맨 대시》가 "상당히 짜증나는 중대한 문제점이 있었다"고 인지했으나 후속 작품에선 고쳐졌다고 언급했다. 록 볼넛의 디자인은 게임프로에서 '게임 사상 최악의 캐릭터 재단장 8선'에 4위로 올랐으며, 해당 선정을 한 기자 패트릭 쇼(Patrick Shaw)는 "투구 없는 록맨은 영 아니다"라고 불평했다. 게임스레이다의 기사 '비대한 사지를 가진 괴이한 게임 인물들'에서 기자 타일러 와일드(Tyler Wilde)는 록 볼넛을 대고 팔다리가 이상하게 크다고 덧붙였다. 2008년 조이스틱의 웨슬리 펜론(Wesley Fenlon)은 게임 조작법을 봤을 때 Wii에 이식하면 좋은 게임이라는 기사를 냈다.